# Plinia ineffecta
Plinia ineffecta är en insektsart som först beskrevs av Walker 1857.  Plinia ineffecta ingår i släktet Plinia och familjen spottstritar. Inga underarter finns listade i Catalogue of Life.